# Avesnelles
Avesnelles é uma comuna francesa na região administrativa de Altos da França, no departamento do Norte. Estende-se por uma área de 12.71 km². Em 2010 a comuna tinha 2 480 habitantes (densidade: 195,1 hab./km²).